# Nkhaba
Nkhaba – inkhundla w Dystrykcie Hhohho w Królestwie Eswatini. Według spisu powszechnego ludności z 2007 r. zamieszkiwało go 15 704 mieszkańców. Inkhundla dzieli się na cztery imiphakatsi: Ejubukweni, Ekuvinjelweni, Emdzimba, Nkaba.